# Magasin du Nord
Magasin du Nord is een Deense warenhuisketen. Het vlaggenschip van de keten is gevestigd aan Kongens Nytorv in Kopenhagen. De onderneming is een dochter van het Duitse Peek & Cloppenburg.

## Geschiedenis
De geschiedenis van de onderneming gaat terug naar 1868, wanneer Theodor Wessel en Emil Vett een winkel in Aarhus openen onder de naam Emil Vett & Co. Het was direct een succes en in 1871 verhuisde de winkel naar Immervad, alwaar het Aarhuse filiaal nog steeds gevestigd is.
In 1870 opende de onderneming een winkel in Kopenhagen, in gehuurde ruimten van het mondaine Hotel du Nord aan Kongens Nytorv. De winkel breidde uit in het hotel en wijzigde in 1879 de naam in Magasins du Nord. In 1876 stichtten de twee oprichters daarnaast een textielfabriek in Nørrebro onder de naam Vett, Wessel & Fiala. Deze verhuisde later naar Østerbro waar het ook meubelstoffen ging produceren. De fabriek bestaat niet meer.
In 1889 had Magasin du Nord het hele hotel ingenomen. In 1893 werd het afgebroken, tezamen met het naastgelegen gebouw en werd het huidige gebouw neergzet in een Franse Renasissance stijl, ontworpen door de architecten Henri Glæsel and Albert Jensen. De uitvoerend architect was Olaus Mynster.
De onderneming opende filialen door heel Denemarken. In 1892 waren er 50 winkels door heel het land en in 1906 was dit aangegroeid tot 98. In 1911 maakte de onderneming Th. Wessel & Vett de overstap naar Zweden en opende een filiaal in Malmö.
In 1952 werd het bedrijf genoteerd aan de Copenhagen Stock Exchange en wijzigde het zijn strategie. Men ging verder met minder, maar grotere warenhuizen.
In 1991 nam Magasin du Nord concurrent Illum over, dat in 2003 weer werd doorverkocht aan Merrill Lynch. Tot het midden van de jaren '90 had Emil Vett een controlerend belang in de onderneming. Vanwege de schulden die ontstaan waren na een periode van economische neergang, besloot het concern zijn vastgoed aan Kongens Nytorv, in Lyngby en in Aalborg te verkopen en terug te leasen.
In 2004 werd Magasin du Nord verkocht aan een IJslands consortium onder leiding van de Baugur Group. Als gevolg van het bankroet van Baugur in 2009 werd Magasin du Nord overgedaan aan de Straumur Investment Bank die vervolgens een joint-venture aanging met de Pakistaanse zakenman Alshair Fiyaz onder de naam Solstra Holding, waar de Magasins du Nord in werd ondergebracht.
In november 2009 werd Magasin du Nord overgenomen door het Britse warenhuisconcern Debenhams, waarbij Solstra een 20%-belang behield in Illum en het vastgoed. In mei 2010 werd Fiyaz volledig eiganaar van Solstra. In december 2010 verkocht hij het vastgoed in Lyngby, Aarhus en Odense aan ATP en PensionDanmark voor een geschat bedrag van DKK 1.5 miljard. Het gebouw aan Kongens Nytorv werd echter behouden.
Na het faillissement van Debenhams in mei 2021 werd Magasin du Nord verkocht aan het Duitse Peek & Cloppenburg KG uit Düsseldorf.

## Filialen

### Andere filialen
Magasin du Nord heeft nog drie andere filialen in de regio Kopenhagen. Deze zijn gevestigd in winkelcentrum Field's in Ørestad en in de voorsteden Lyngby en Rødovre. De keten heeft verder filialen in Odense en Aarhus.
In maart 2022 opent eigenaar Peek und Cloppenburg een filiaal van Magasin du Nord in het Duitse Kassel.

## Tentoonstelling
Op 2 februari 2013 werd een expositie geopend over de geschiedenis van de Magasin du Nord in de winkel aan Kongens Nytorv. De tentoonstelling gaf een overzicht van meer dan 150 jaar retailgeschiedenis in Denemarken. Het werd georganiseerd door de Magasin du Nord Foundation.